# Ed Sanders (Musiker)

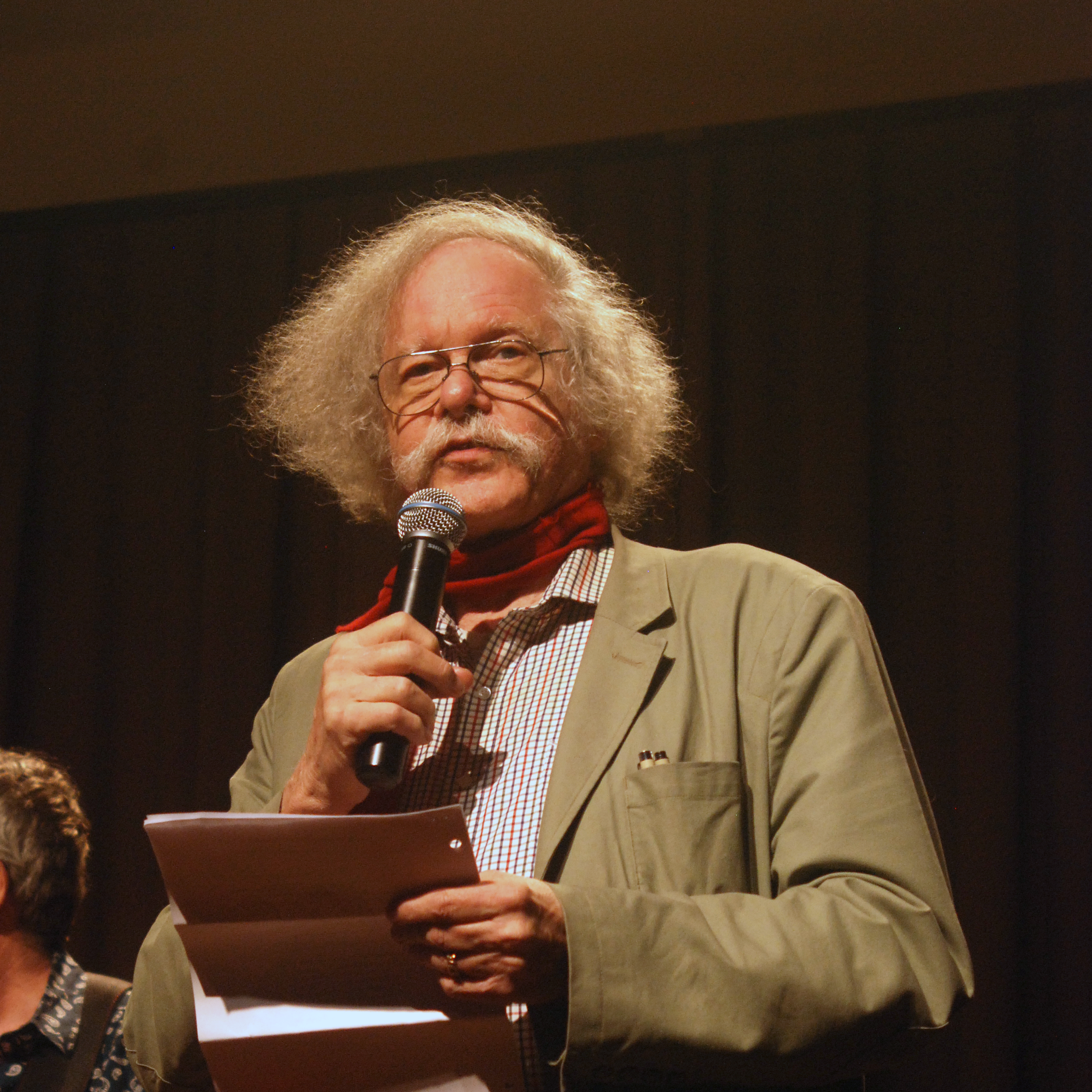
Ed Sanders, 2017

Ed Sanders (* 17. August 1939 in Kansas City, Missouri) ist ein amerikanischer Beatnik-Poet, Sänger, Aktivist, Autor und Herausgeber. Daneben war er Mitbegründer der Rockband The Fugs.
Sanders selbst verbreitete das Gerücht, dass sein Vater ihn als Baby mit dem Hammer erschlagen wollte. Angeblich wollte Sanders sich durch seine Aktionen an der „mörderischen Gesellschaft“ rächen.

## Leben und Wirken
1958 brach Sanders sein Studium in Missouri ab und trampte nach New York, wo er in die Underground-Szene von Greenwich Village eintauchte. Er wurde gelegentlich als die Brücke zwischen Beat- und Hippie-Generation bezeichnet.
Sein erstes größeres Gedicht Poem from Jail schrieb er 1961 im Gefängnis, wo er wegen einer Protestaktion gegen Atomkraft einsaß. 1962 gründete er das Avantgarde-Magazin Fuck You: A Magazine of the Arts. Er eröffnete den Peace Eye Bookstore an der Lower East Side, der ein Sammelpunkt für Underground-Künstler und Radikale wurde. Seine Kontakte zur Independentfilm-Szene brachten ihn in Verbindung zu Jonas Mekas und Andy Warhol, der ihn im August 1963 in seinem Experimentalfilm Kiss auftreten ließ.
1964 erwarb Sanders einen Abschluss an der New York University. Ende 1964 gründete er mit Tuli Kupferberg die Rockband The Fugs, die sich 1969 auflöste, ab 1984 aber wieder auftrat. Ein einmaliges Filmdokument aus der Frühzeit der Gruppe ist der Film The Fugs And The Holy Modal Rounders, den Andy Warhol im Juli 1965 in seinem Studio The Factory drehte. 1971 veröffentlichte Sanders eine im „Beat“-Stil gehaltene  Reportage über die Wüstenkommune von Charles Manson und die von ihr begangenen Morde  an Sharon Tate und vielen anderen.
Heute lebt Sanders mit seiner Frau, der Autorin und Malerin Miriam R. Sanders, in Woodstock (New York). Sanders ist Herausgeber des Woodstock Journal. Er ist auch Erfinder neuer Musikinstrumente wie der „Sprechenden Krawatte“ (engl.: Talking Tie), der mikrotonalen „Mikrolyra“ und der „Lisa Lyra“ (mit lichtgesteuerten Schaltern und einer Reproduktion der Mona Lisa).

## Bibliografie (Auswahl)
- 1963: Poem from Jail
- 1966: Peace Eye
- 1971: The Family: The Manson Group and Aftermath; Neuauflage 1990
- 1973: Egyptian Hieroglyphics
- 1975: Tales of Beatnik Glory, Volume 1
- 1976: Investigative Poetry
- 1976: 20,000 A.D.
- 1980: Fame & Love in New York
- 1981: The Z-D Generation
- 1983: The Cutting Prow
- 1985: Hymn to Maple Syrup & Other Poems
- 1987: Thirsting for Peace in a Raging Century: Selected Poems 1961-1985
- 1987: Poems for Robin
- 1990: Tales of Beatnik Glory, Volumes 1 & 2
- 1993: Hymn to the Rebel Cafe
- 1995: Chekhov
- 1997: 1968: A History in Verse
- 2000: America, A History in Verse, Vol. 1 (1900–1939)
- 2000: The Poetry and Life of Allen Ginsberg
- 2001: America, A History in Verse, Vol. 2 (1940–1961)
- 2004: America, A History in Verse, Vol. 3 (1962–1970)
- 2016: Sharon Tate: A Life

## Solo-Diskografie (Auswahl)
- 1968: Sanders’ Truckstop
- 1972: Beer Cans on the Moon
- 1991: Yiddish-speaking Socialist of the Lower East Side
- 1992: Songs in Ancient Greek
- 1996: American Bard
- 2005: Thirsting for Peace
- 2007: Poems for New Orleans